# Всероссийский институт лёгких сплавов
ОАО «Всеросси́йский институ́т лёгких спла́вов» (ОАО «ВИЛС») — российское предприятие по разработке новых технологий и производству изделий из специальных сплавов. Институт специализируется на разработке и выпуске инновационной, наукоёмкой продукции и обладает для этого полным производственным циклом, а также исследовательской и испытательной базой. Полное наименование — Открытое акционерное общество «Всероссийский институт лёгких сплавов». Ранее имел название «Всесоюзный научно-исследовательский институт технологии лёгких и специальных сплавов». Головной офис в Москве по адресу ул. Горбунова, дом 2.

## История
История «Всероссийского института легких сплавов» начинается с 1929 года, когда приказом по Высшему Совету Народного хозяйства СССР вновь строящемуся специальному заводу по производству кольчугалюминия Треста Госпромцвет присвоено наименование Завод № 45.
В июле того же 1929 г. под руководством первого директора Н. П. Заборова был заложен завод вблизи города Кунцево, у железнодорожной платформы Сетунь. 1 июля 1933 года завод вступил в строй действующих предприятий.
Учитывая особо важное оборонное значение металлообрабатывающих предприятий, Завод № 45 был переведен в группу заводов военного значения и приравнен во всех отношениях к заводам военной промышленности. Продукция предназначалась в первую очередь для создания фюзеляжей цельнометаллических самолётов.
В период Великой Отечественной войны завод был эвакуирован на Урал, в город Верхняя Салда, где находятся архивные документы.
Приказом Министра авиационной промышленности от 21 февраля 1955 г. № 96 при заводе организовано особое конструкторского бюро (ОКБ-65) по разработке новых технологических процессов производства деталей, изделий и полуфабрикатов для авиационных и моторных заводов и созданию новой техники для заводов авиационной промышленности, что послужило началом нового этапа в ускорении развития специальной металлургии в СССР.
24 августа 1961 года приказом № 290 Государственного комитета Совета Министров СССР по авиационной технике существующему опытному заводу № 65 было присвоено наименование «Всесоюзный научно-исследовательский институт технологии легких и специальных сплавов» (позднее — «Всесоюзный институт лёгких сплавов»).
Приказом Министерства промышленности РСФСР от 16 декабря 1991 года № 170 НПО «Всесоюзный институт лёгких сплавов» было преобразовано во «Всероссийский институт лёгких сплавов».
В соответствии с распоряжением Государственного комитета Российской федерации по управлению государственным имуществом от 19.01.1993 № 85-Р на основании Закона Российской Федерации «О приватизации государственных и муниципальных предприятий в Российской Федерации», Государственной программы приватизации государственных и муниципальных предприятий РФ на 1992 год, Указа Президента Российской Федерации «Об организационных мерах по преобразованию государственных предприятий в акционерные общества» от 01.07.92 г. N 721 государственное предприятие «Всероссийский институт лёгких сплавов» преобразовано в открытое акционерное общество «Всероссийский институт легких сплавов».

## Значимые достижения
Наиболее значимые достижения предприятия периода создания ОКБ-65 и института можно охарактеризовать следующим перечнем выпускавшихся в разные периоды полуфабрикатов и изделий на собственных мощностях. Особенность разработок института заключается в том, что все технологические наработки были дополнены проектированием и изготовлением нестандартного оборудования и установок на собственной машиностроительной базе, освоением в производстве и выпуском пилотной готовой продукции для заказчика.
Профильно-трубное прессовое производство :
- экструдированных профилей и труб из алюминиевых, титановых сплавов, сталей и др. металлов;
- монолитных обшивочных материалов в виде панелей из сплава В95, имеющих ширину от 535 до 780 мм длиной до 12 м, которые заменили клепаными конструкциями на ряде самолётов;
- тонкостенных и более широких панелей из ребристых труб.

Прессование алюминиевых сплавов со сваркой через язычковые матрицы (матрица с вмонтированной иглой):
- полый профиль с равнопрочным швом из слитка сплошного сечения — трубы из сплава АВ для атомных установок, лопасти вертолетов, двустенные трубы, волноводные трубы (прямоугольных сечений);
- двустенная труба из сплава АВ, представляет герметичную сварную конструкцию из 18 сегментов дугообразных панелей диаметром 3000 мм для криогенной техники, ракетостроения, при строительстве теплообменников, легких силовых конструкциях.

Прессованные профили периодически изменяющегося сечения:
- монолитные профили с законцовкой — типичный профиль для самолётостроения, бурильные трубы переменного сечения

Прессованные изделия из сталей и других металлов и сплавов:
- профили из титановых сплавов, титановые панели, профили с законцовкой, «петлевые» профили (с отверстием в сечении профиля по всей его длине);
- профили из молибденовых, ниобиевых, хромовых, бериллиевых и других сплавов для двигателей боевой и гражданской авиации, ракетостроения, космической техники, судостроения, атомной техники, средств связи.

Листо-прокатное производство:
- биметаллические листы из алюминиевых сплавов в сочетании с нержавеющей сталью для изготовления вакуумплотных переходников для ракетостроения, судостроения, криогенной техники, работающих в экстремальных условиях эксплуатации; биметаллические листы из стали 12Х18Н10Т-АМг6 были сертифицированы регистром Ллойда;
- листы и плиты из алюминия и его сплавов, плакированные медью, для изготовления шинопроводов в электротехнике и радиотехнике;
- листы из сплава Д16 с односторонней плакировкой титаном для изготовления нижней части обшивки транспортных и пассажирских самолётов, эксплуатируемых на грунтовых аэродромах;
- прокатно-сварные теплообменники для испарителей домашних холодильников и конденсаторов.

Листовая продукция с уникальными свойствами:
- листы из алюминия и сплавов с односторонней или двухсторонней плакировкой силуминовыми припоями для криогенной техники;
- листы с шипами для изготовления грузовых полов, трапов в авиа- и судостроении, в строительстве.
- листы и плиты из магниевых сплавов;
- листы из специальных магниевых сплавов для анодов водоактивируемых источников тока подводных лодок и торпед.

Сортопрокатное производство:
- сортовой прокат (катанка — круглый пруток и профиль) из алюминия и мягких алюминиевых сплавов;
- титановая проволока и точные механически калиброванные прутки для авиационного крепежа — продукция поставляется заводу «Нормаль»;
- титановые трубы различных размеров и сплавов, в том числе трубы катаные и тянутые, сварные из полосы сплава ВТ1, прутки и профили;

Кузнечно-штамповочное производство:
- штамповки заготовок дисков из жаропрочных сплавов для ГТД;
- штамповки крышек из сплава В96Ц с пределом прочности до 63 кгс/мм2 для газовых центрифуг (обогащение урана);
- штамповки высокоточных длинномерных труб  665x 628×1600 мм с двумя внутренними фланцами из алюминиевого сплава Д20 для изготовления корпусов ракет;
- декоративные штампованные алюминиевые панели с покрытиями применялись для строительства корпуса 2700, инженерного корпуса, здания Курского вокзала, Дворца съездов, фрагментов конструкции Останкинской телебашни, здания дворца спорта «Крылья Советов» (Сетунь), здания института «Гидропроект», здания СЭВ, главного выставочного павильона с шириной пролёта около 80 метров;
- штампованные диски авиационных и автомобильных колес из алюминиевых и магниевых сплавов.

Комплекс работ, выполненный металловедческими лабораториями ВИЛСа по исследованию влияния высоких скоростей охлаждения при кристаллизации алюминиевых, никелевых и титановых сплавов на их структуру и свойства, был проведен в конце 60-х — начале 70-х годов. Было принципиально доказано, что при охлаждении мелких капель расплава в потоке инертного газа скорости кристаллизации достигают значений порядка 100 град/с. Полученные таким образом мелкие частицы (микрослитки), названные впоследствии гранулами, имеют особую структуру, которая сохраняется в компактных заготовках и определяет значительное повышение ряда эксплуатационных характеристик: прочности или жаропрочности, коррозионной стойкости или других свойств в зависимости от основы сплава и вводимых легирующих компонентов.
Данные исследования, проведенные ВИЛСом совместно с академическими и отраслевыми институтами, положили начало разработке новых металлургических процессов, полное освоение и внедрение которых позволило осуществить качественный скачок в развитии металлургии.
По инициативе Белова А. Ф. в 1973 г. Президиум Академии наук СССР, рассмотревший на одном из своих заседаний вопрос о новых технологических направлениях создания конструкционных материалов, постановил включить эти работы дополнительно в перечень «Основных направлений развития исследований по Отделению физико-химии и технологии неорганических материалов Академии наук СССР на 1976—1980 гг.». Этот момент стал отправной точкой для практической реализации в СССР гранульной технологии жаропрочных никелевых сплавов применительно к изготовлению дисков, валов и др. деталей авиационного двигателя. В августе 1973 г. была создана группа проблемных лабораторий для решения научных и технологических вопросов металлургии гранул.
Координация исследований в области высокоскоростной кристаллизации металлических сплавов в виде гранул и получения из них плотных компактных изделий с повышенными свойствами при одновременном резком снижении трудоемкости формообразования изделий, а также испарения и конденсации металлов из газовой фазы для получения тонких фольг и для защитного покрытия изделий из тугоплавких металлов была возложена на Научный совет АН СССР по проблеме «Новые процессы получения и обработки металлических материалов».
К этой работе были привлечены институты Физики твердого тела и Физики высоких давлений АН СССР, Институт физики металлов УНЦ АН СССР, институты Академии наук УССР и отраслевые научные учреждения.
Итогом работы стал не только научно-технологический задел, но и новые цеха металлургии гранул в СМК, г. Ступино, КБХА, г. Воронеж, Композит, г. Королев и более 60 000 заготовок дисков для отечественной авиации и ракетостроения.

## Выдающиеся учёные
- Белов Александр Фёдорович, академик АН СССР, Герой Социалистического Труда, доктор технических наук, профессор. Выдающийся учёный в области металлургического производства лёгких и специальных сплавов. Организатор науки и промышленности, Начальник Института с 1961 по 1986 гг.

Из рукописи А. Ф. Белова по проекту создания ВИЛСа:
Решение ряда важных задач создания объектов ракетной и авиационной техники, на современном этапе, становится в прямую зависимость от изыскания новых материалов.
Вместе с тем, новые композиции сплавов и новые композиции материалов, несмотря на их многообразие, не всегда оказываются исчерпывающим средством для решения конструкционных задач.
Не менее важное значение имеет решение проблем по технологии производства новых материалов и новых изделий для двигателей ракет и самолетов, развитие которых связано с непрерывным повышением температурных параметров, выдвигает особые требования к материалам.
Институты, соприкасающиеся с металлургической и металловедческой тематикой, ведущие изыскание композиций сплавов и изучение их свойств из-за отсутствия производственной базы, позволяющей осуществлять эксперименты и вести разработку промышленной технологии, оказались не в состоянии решать перечисленные выше важнейшие проблемы.
Для быстрейшей ликвидации отставания в разработке технологии новых металлических материалов от уровня задач ракетной и оборонной техники назрела неотложная необходимость создания специального института технологий лёгких и специальных сплавов. Актуальность создания такого института вытекает так же и из других соображений: производство лёгких сплавов вырастает за последние годы в мощную, новую в стране, отрасль промышленности, не имея специализированной отраслевой научно-исследовательской организации, будет встречать серьёзные трудности в решении поставленной задачи —  превысить к 1965 году современный уровень производства США.
Наиболее целесообразно такой институт создать на базе завода № 65 и ОКБ-65.
В составе Всесоюзного научно-исследовательского института технологии лёгких и специальных сплавов предусмотреть: исследовательские лаборатории по соответствующим научным направлениям, опытный завод (на самостоятельном балансе), ОКБ по печному оборудованию, ОКБ по изделиям из новых металлов и ОКБ по специальному оборудованию.
Присвоить Всесоюзному научно-исследовательскому институту технологии лёгких и специальных сплавов первую категорию.

17.V.60
Огромный вклад в становление института как ведущей научно-исследовательской организации в области технологии лёгких сплавов внесли такие учёные как:
- Добаткин Владимир Иванович, член-корреспондент АН СССР, доктор технических наук, профессор. Выдающийся учёный в области металловедения и технологии литейного производства лёгких сплавов. Заместитель начальника Института по науке с 1961 по 1987 гг.
- Воронов Савватий Михайлович, доктор технических наук, профессор. Крупный учёный, основатель отечественной научной школы металловедов. Главный металлург Завода лёгких сплавов с 1933 года по 1941 год.
- Наумов Николай Михайлович, доктор технических наук. Крупный специалист в области металлургии лёгких сплавов, коррозии металлов и неразрушающего контроля качества, один из основоположников советской школы вихретокового контроля. Работал в структурах ОАО "ВИЛС" с 1958 по 2000 год, пройдя путь от работника физических испытаний до заместителя генерального директора и помощника генерального директора по правовым вопросам.
- Петров Д. А., доктор химических наук, профессор. Выдающийся учёный-металловед в области металлургии лёгких сплавов, фазовых равновесий алюминиевых сплавов, построения тройных и четверных диаграмм состояния. Начальник лаборатории Завода лёгких сплавов с 1930 по 1938 гг.
- Квасов Ф. И., кандидат технических наук. Крупный специалист в области металлургического производства и авиационной промышленности. Работал на заводе лёгких сплавов с 1944 года. Директор завода с 1959 по 1963 гг.
- Лауреат Ленинской премии Ю. Н. Понагайбо
- Лауреат Ленинской премии И. И. Гурьев

## Собственники и руководство
Долевое распределение акционеров:
- 39 % — АО «РТ-Проектные технологии», дочерняя компания Госкорпорации Ростех[4];
- 28,29 % — Адвокатское бюро «Стоянов и партнеры», город Москва
- 16,29 % — Веремеенко Сергей Алексеевич
- 12,00 % — ООО «Центральный коммерческий банк»
- 39.00 % - Выкуплены у "РТ-Проектные технологии" в 2019 году (конечный бенефициар - Кошелев А.В.)
- 4,43 % — прочие акционеры

Руководство ОАО «ВИЛС»:
- Генеральный директор —Чечулин Дмитрий Михайлович

## Выпускаемая продукция и её характеристики
По состоянию на сегодняшний день ОАО «ВИЛС» представляет собой уникальное объединение:
- высококвалифицированных научных кадров — сертификационного испытательного центра;
- комплекса производства жаропрочных сплавов и специальных сталей и производства легких сплавов;
- комплекса исследовательских лабораторий, охватывающих весь спектр металлофизических и технологических исследований легких и специальных сплавов;
- испытательного центра, обеспечивающего всестороннюю объективную оценку полуфабрикатов.

С сохранением преемственности технологического задела и научных знаний в настоящее время на площадке ОАО «ВИЛС» реализуются следующие процессы (закрепленных нематериальными активами в виде 98 патентов на изобретения):
- металлургия, включает плавление и литье слитков из алюминиевых, магниевых, никелевых и титановых сплавов;
- деформационно-термические, включают ковку, объемную штамповку заготовок из жаропрочных никелевых, титановых, алюминиевых, магниевых сплавов и прессование длинномерных пустотелых валов из сталей; горячее газостатическое прессование герметизированных капсул, заполненных гранулами жаропрочных никелевых сплавов; термическую обработку заготовок из деформируемых и гранулируемых жаропрочных никелевых сплавов и сталей;
- металлургию гранул, включает изготовление (распыление методом PREP) мелкодисперсных гранул из жаропрочных никелевых и титановых сплавов; заполнение капсул гранулами, дегазацию, герметизацию капсул;
- сортовой прокат прутка и волочение проволоки из алюминиевых и титановых сплавов;
- плоский прокат плит, листа и карточек из алюминиевых, магниевых сплавов, спецсплавов и биметалла;
- прессование (экструзию) профилей и труб из легких сплавов.

В настоящее время производственная деятельность ОАО «ВИЛС» сосредоточена на изготовлении полуфабрикатов из алюминиевых, титановых, магниевых, жаропрочных никелевых и специальных сплавов для различных отраслей промышленности. Основная номенклатура выпускаемой продукции представлена следующими товарными группами:
- литые прутковые заготовки для изготовления лопаток газотурбинных двигателей авиационного и наземного применения;
- интерметаллидные сплавы, работающие в предельных для титана областях температур;
- заготовки дисков/блисков из гранул титановых сплавов, титановые прутки, проволока для крепежа в самолётостроении;
- гранульные заготовки для дисков газотурбинных двигателей IV и V поколения.

Помимо этого ОАО «ВИЛС» разрабатывает и производит:
- длинномерные тонкостенные пустотелые валы с фланцами из специальных сталей и жаропрочных никелевых сплавов;
- крупногабаритные диски диаметром до 1200 мм для нового поколения индустриальных газотурбинных приводов электрогенераторов, нагнетателей газа и судовых двигателей;
- трубные заготовки из титановых сплавов ВТ1-0/ВТ6 для атомной и судостроительной техники;
- листовой прокат из магниевых сплавов и биметаллов, включая полный технологический цикл литья, прокатки и отделки листов, плит;
- кованые алюминиевые и магниевые заготовки для автомобильной и авиационной промышленности;
- гранулы и порошки на основе никелевых, титановых и других сплавов различного назначения;
- перспективные материалы для альтернативных источников энергии.

Продуктовые линейки сгруппированы по сплавам и в подразделах несут процессинговый принцип от металлургического полуфабриката к изделиям с увеличивающейся долей добавленной стоимости (перечень производимой продукции представлен на сайте ОАО «ВИЛС»).

## Данные о технологическом оборудовании
В течение последних пяти лет ОАО «ВИЛС» реализована инвестиционная программа, направленная на модернизацию основных фондов и создание инновационных производств, в том числе:
по жаропрочным никелевым сплавам:
- завершена модернизация газостата усилием 25 000 тнс;
- введен в эксплуатацию плавильно-литейный комплекс на базе вакуумно-индукционной печи мощностью до 2500 тонн/год;
- создан современный цех термической обработки c закалкой инертным газом высокого давления;
- создается автоматизированный участок флуоресцентного пенетрантного контроля, травления и ультразвукового контроля.

по титановым сплавам:
- введена в эксплуатацию линия бесцентрового шлифования прутков.

В рамках мероприятий по модернизации смонтированы и введены в эксплуатацию:
- вакуумная индукционная печь VIDP-400 производства ALD Vacuum Technologies GmbH (Германия);
- автоматизированный вакуумный термический комплекс ModulTherm производства ALD Vacuum Technologies GmbH (Германия);
- универсальная вакуумная термическая однокамерная установка MonoTherm производства ALD Vacuum Technologies GmbH (Германия).

Перспективные планы развития предприятия на период до 2020 г. предусматривают инвестиции в создание и развитие опытно-промышленных производств (перечень отражен в ПФО ОАО «ВИЛС» и проходит в настоящее время согласование в ГК «Ростех»).

## Возможные направления развития
Перспективными направлениями деятельности ОАО «ВИЛС» являются сохранение и развитие на существующей производственной площади предприятия уникальных технологий:
- производства полуфабрикатов из магниевых сплавов;
- изготовления деталей сложной формы и переменного химического состава с функционально-градиентными свойствами из гранул;
- изготовления моноколес («блиски» и «блинги»), крыльчаток, деталей корпусов и статоров из гранул жаропрочных никелевых и титановых сплавов;
- изготовления плакированных гранулами деталей (штампы для изотермической деформации);
- производства мелкодисперсных гранул для AТ;
- изготовления литых прутковых заготовок с узкими интервалами легирования (импортозамещение);
- изготовления штамповок крупногабаритных заготовок дисков из сталей и сплавов, длинномерных пустотелых валов из сталей, корпусных деталей из сплавов;
- изготовления прутков прессованных из титана и титановых сплавов
- изготовления биметаллических листов из алюминиевых сплавов в сочетании с нержавеющей сталью для ракетостроения, судостроения, криогенной техники.
- изготовление прессованных профилей и труб высокой точности из алюминия и алюминиевых сплавов.

## Научная деятельность
ВИЛС является основоположником многих научных веяний и направлений развития металлургии специальных сплавов. Такие широко известные сегодня решения, как применение алюминия в строительстве или жаропрочных порошков в авиационном двигателестроении, получены именно специалистами института.
На ВИЛСе продолжают свои научные исследования и разработки и учёные с мировым именем:
- Синявский В. С. д.т. н., профессор. Крупный учёный в области коррозии и защиты алюминиевых сплавов.
- Елагин В. И. д.т. н., профессор. Почётный деятель науки и техники города Москвы.
- Эскин Г. И. д.т. н., профессор
- Захаров В. В. д.т. н., старший научный сотрудник
- Бер Л. Б. д.т. н., старший научный сотрудник
- Гарибов Г. С. д.т. н., профессор
- Бережной В. Л. д.т. н., доцент
- Воробьев Н. А. д.т. н., старший научный сотрудник
- Полькин И. С. д.т. н., профессор
- Телешов В. В. д.т. н., старший научный сотрудник
- Швечков Е. И. д.т. н.
- Филатов Ю. А. д.т. н., старший научный сотрудник
- Конкевич В. Ю. д.т.н, профессор. Почётный деятель науки и техники города Москвы.

В ОАО «ВИЛС» в настоящее действуют 98 патентов на изобретения (4 патента получены в 2017 году).

## Аспирантура
Аспирантура ОАО «ВИЛС» (лицензия АА № 001688 от 09.06.2009 г.) готовит специалистов высшей квалификации в области металлургии по специальностям:
- «металловедение и термическая обработка металлов»
- «обработка металлов давлением»
- «порошковая металлургия и композиционные материалы»

ОАО «ВИЛС» традиционно уделял большое внимание подготовке научных кадров высшей квалификации (кандидаты и доктора технических наук). За более чем 40 лет существования аспирантуры её закончили и успешно защитили кандидатские диссертации более 300 специалистов института и металлургических предприятий.
В настоящее время в ОАО «ВИЛС» работают 54 кандидата и 15 докторов технических наук, являющихся ведущими специалистами в своей области, которые могут быть научными руководителями аспирантов. Под их руководством аспиранты выполняют диссертационные работы по наиболее приоритетным в настоящее время направлениям науки и техники.
Аспирантам предоставляется возможность публикации результатов своих работ в журнале «Технология лёгких сплавов», а также возможность участвовать в научных конференциях. Знакомиться с новейшими публикациями о достижениях в области металлургии аспиранты имеют возможность в библиотеке ОАО «ВИЛС».
Срок обучения — 4 года.
Вступительные экзамены (в объёме действующих программ для высших учебных заведений):
- специальность
- философия
- иностранный язык

## Показатели деятельности
Основные финансовые показатели за 2015 г. по сравнению с 2009 годом:
- Выручка от продажи товаров: 2641 млн руб. (1634 млн руб. за 2009 г., ▲ 61,62 %)
- Валовая прибыль: 625 млн руб. (479 млн руб. за 2009 г., ▲ 30,48 %)
- Чистая прибыль: −85 млн руб. (475 млн руб. за 2009 г. ▼117,89 %)
- Дебиторская задолженность: 939 млн руб. (676 млн руб. за 2009 г. ▲38,9 %)
- Кредиторская задолженность: 514 млн руб. (1510 млн руб. за 2009 г. ▼65,96 %)
- Стоимость чистых активов: 2002 млн руб. (1436 млн руб. за 2009 г. ▲39.41 %)

Основные финансовые показатели за 9 мес. 2016 г. по сравнению с аналогичным периодом 2015 года:
- Выручка: 2040 млн руб. (1889 млн руб. ▲7,99 %)
- Валовая прибыль: 481 млн руб. (440 млн руб. ▲9,32 %)
- Прибыль от продаж: 160 млн руб (131 млн руб. ▲22,14 %)
- Чистая прибыль: −78 млн руб. (-131 млн руб. ▲40,46 %)